# Waldshut-Tiengen
Waldshut-Tiengen è una città tedesca di 24 605 abitanti, situata nella parte sud-occidentale dello stato del Baden-Württemberg, al confine con la Svizzera, capoluogo e la maggiore città del circondario di Waldshut.
Con la riforma degli ordinamenti locali del 1975 la città è diventata, dal 1º luglio 1976, grande città circondariale (Große Kreisstadt). Con le municipalità di Dogern, Lauchringen e Weilheim, Waldshut-Tiengen ha dato vita ad una comunità amministrativa.

## Geografia fisica
Waldshut-Tiengen si trova al limite meridionale della Foresta Nera, affacciandosi sul Reno e sul confine svizzero. Il centro cittadino di Waldshut è a circa due chilometri ad ovest della confluenza dell'Aare nel Reno. Tiengen si trova invece vicino all'immissione del Wutach nel Reno, ai limiti del Klettgau; oltre al Wutach anche i torrenti Steina e Schlücht bagnano la città, cosicché una volta Tiengen era chiamata anche "città dei quattro fiumi".

### Municipalità vicine
In senso orario da ovest confinano con Waldshut-Tiengen: Dogern, Albbruck, Dachsberg (Südschwarzwald), St. Blasien, Weilheim, Ühlingen-Birkendorf, Wutöschingen, Lauchringen e Küssaberg (tutte del circondario di Waldshut); inoltre, sul Reno, Koblenz, Leuggern e Full-Reuenthal (Canton Argovia - Svizzera).

### Frazioni
La municipalità di Waldshut-Tiengen è costituita dai due centri di Waldshut e di Tiengen/Hochrhein, uniti nell'ambito della riforma degli ordinamenti locali, e da altre nove ex municipalità vicine, anch'esse soppresse: Aichen (con Gutenburg), Breitenfeld, Detzeln, Eschbach, Gurtweil, Indlekofen, Krenkingen, Oberalpfen e Waldkirch (con Gaiß e Schmitzingen).

## Storia
Nel 1410 per legami matrimoniali passarono ai conti di Sulz; alla loro estinzione nella linea maschile (1687), divennero proprietà dei principi di Schwarzenberg. Gurtweil appartenne prima ai principi-abati di San Gallo, quindi all'abbazia di Rheinau, poi, dalla guerra dei trent'anni, divenne proprietà dell'abbazia di St. Blasien. Nel 1468 le truppe del cantoni confederati svizzeri assediarono la città e la guerra si concluse con un trattato di pace.
Fino al 1803 Waldshut faceva parte dell'Austria Anteriore; Tiengen/Hochrhein (fino al 2 settembre 1964 Tiengen/Oberrhein) era sede della signoria del Klettgau. La zona fu meta di immigrazione italiana soprattutto negli anni sessanta; gli immigranti trovavano lavoro in particolare nelle locali imprese conciarie, tessili e minerarie.